# Obrežje pri Zidanem Mostu
Obrežje pri Zidanem Mostu – wieś w Słowenii, w gminie Laško. W 2018 roku liczyła 109 mieszkańców.